# Госвин фон Херике
Госвин фон Херике (нем. Goswin von Herike; ум. 10 сентября 1359) — магистр Ливонского ордена с 1345 года по 1359 год.

## Биография
В 1341—1343 годах Госвин фон Херике занимал должность комтура Феллина (Вильянди). В 1343 году стал фогтом замка Раквере.
14 декабря 1345 года Госвин фон Херике был избран и утвержден новым ландмейстером Тевтонского Ордена в Ливонии.
В правление Госвина фон Херике к Ливонскому Ордену была присоединена Северная Эстония, которая раньше принадлежала датской короне. В марте 1343 года в Эстонии вспыхнуло мощное народное восстание против господства датских феодалов. Датчане, не сумевшие собственными силами подавить восстание, обратились за помощью к магистру Ливонского Ордена Бурхарду фон Дрейлебену. В 1343—1344 годах ливонские крестоносцы жестоко подавили эстонское восстание, перебив несколько десятков тысяч эстов. В 1345 году датский король Вальдемар IV Аттердаг (1340—1375) отправил в Таллин (Ревель) своего наместника Стигона Андерсона, который должен был принять Эстонию в состав датской короны. Однако Ливонский Орден, не получив денежной компенсации от Дании за свои военные издержки, удержал под своих контролем все захваченные эстонские города и замки. В Эстонию был отправлен бывший Феллинский комтур Госвин фон Герике, который занял Таллин и стал управлять этой провинцией. В сентябре 1345 года сам датский король Вальдемар приехал в Ревель, где узнал о том, то эстонские города, вассалы и духовенство не хотят возвращаться под датский сюзеренитет и желают оставаться под властью Ливонского Ордена. Король Дании, видя невозможность удерживать Эстонию под своей властью, начал переговоры с Ливонским Орденом о продаже этой провинции. В мае 1346 года датский король уехал из Таллина, поручив своему наместнику Стигону Андерсону продолжать переговоры. В августе 1346 года датский наместник Стигон Андерсон заключил с ливонскими властями соглашение о продаже Северной Эстонии. Ливонский Орден обязался выплатить датской короне 19000 кёльнских марок. Датский король Вальдемар и эстонский наследный принц Оттон прибыли в Мариенбург, столицу Тевтонского Ордена, где 29 августа 1346 года подписали договор о продаже о Северной Эстонии. Германский император Людвиг IV Баварский утвердил акт продажы 20 сентября 1346 года, а папа римский Климент VI — 3 февраля 1348 года.
Новый ливонский магистр Госвин фон Херике продолжал агрессивную политику по отношению к Великому княжеству Литовскому и Псковской республике. В феврале 1348 года ливонский магистр совершил поход на литовские земли и разорил Жемайтию. В начале марта того же 1348 года Госвин фон Херике совершил второй поход в Северную Жемайтию, где захватил и разрушил замки Кулай (близ Скуодаса), Буоженай, Дубису (Бубяй) и убежище куронских беженцев возле озера Бридвайшис.
В 1358 году ливонский магистр Госвин фон Херике возобновил свои набеги на литовские земли, вступил в Шауляйскую землю и разрушил замок Дубиса (Бубяй), затем он опять вторгся в Жемайтию, на которую с юга напал великий магистр Тевтонского Ордена Винрих фон Книпроде. Это была согласованная операция. В 1359 году Госвин фон Херике с ливонским войском вторгся в литовские земли и разгромил окрестности Папиле. Литовцы активно оборонялись, в том же 1359 году они совершили ответный поход в Ливонию.
В 1348 году ливонские рыцари-крестоносцы вторглись в псковские владения, где стали опустошать и жечь селения. Весной 1349 года ливонцы вновь вступили в Псковскую область и осадили город Изборск. Литовский князь Юрий Витовтович, оставленный Ольгердом своим наместником в Пскове, с небольшой дружиной выступил против ливонцев и погиб в первом бою. В том же 1349 году ливонские крестоносцы возвели на псковской границе новый замок на р. Нарова. Псковичи собрали большое войско и выступили в поход на орденский пограничный замок, осадили и сожгли его, а весь гарнизон перебили.